# موللر
موللر (بالبرتغالية:Luís Antônio Corrêa da Costa) هو  لويس أنطونيو كوريا دا كوستا ، ولد في 31 يناير 1966 في كامبو غراندي ، البرازيل، لاعب كرة قدم برازيلي سابق، شارك مع منتخب بلاده في بطولة كأس العالم 1986 ، 1990، 1994.

## روابط خارجية
- موللر على موقع الاتحاد الدولي (مؤرشف)  (الإنجليزية)
- موللر على موقع الاتحاد الأوربي (الإنجليزية)
- موللر على موقع رابطة كرة القدم اليابانية للمحترفين (اليابانية)
- موللر على موقع قاعدة بيانات كرة القدم.إي يو (الإنجليزية)
- موللر على موقع ناشيونال فوتبول تيمز (الإنجليزية)
- موللر على موقع Soccerway.com (الإنجليزية)
- موللر على موقع عالم كرة القدم.نت (الإنجليزية)